# Ad legendum
Die Ad Legendum (Eigenschreibweise AD LEGENDUM) ist eine ausschließlich von Studierenden konzipierte und herausgegebene juristische Fachzeitschrift. Die Law Review wurde im Sommer 2004 als eine der ersten studentischen Ausbildungszeitschriften Deutschlands in Münster gegründet und erscheint seitdem vierteljährlich jeweils zu Semesteranfang und -ende in einer Auflage von zurzeit 1.000 Exemplaren.

## Inhalte
Jede Ausgabe der Zeitschrift enthält einen Schwerpunktbereich, in dem mehrere wissenschaftliche Beiträge zu einem von der Redaktion festgelegten juristischen Thema erscheinen. Darüber hinaus werden, wie für juristische Ausbildungszeitschriften üblich, Aufsätze zu rechtswissenschaftlichen Grundlagenthemen und ein Methodikteil mit Fallbearbeitungen zur Klausur- und Examensvorbereitung veröffentlicht. Daneben wird in der Studienpraxis ein Blick auf aktuelle juristische Debatten und rechtspolitische Diskussionen geworfen. Die Zeitschrift deckt thematisch sowohl den Bereich des Pflichtfachstoffs für das erste juristische Staatsexamen als auch spezialrechtliche Themenbereiche ab. Sie richtet sich insbesondere an Studierende der Rechtswissenschaft vor dem ersten Staatsexamen.

## Organisation
Träger des Magazins ist der gleichnamige gemeinnützige Verein Ad Legendum e. V. Geführt wird der Verein von einem dreiköpfigen Vorstand.

## Herausgeberbeirat
Die Ad Legendum wird durch einen Herausgeberbeirat unterstützt, der sich aus aktuellen und ehemaligen Lehrenden der rechtswissenschaftlichen Fakultät der Universität Münster zusammensetzt.
Die Mitglieder sind:
- Matthias Casper, Münster
- Stefan Edenfeld, Münster
- Thomas Gergen, Saarbrücken
- Thomas Hoeren, Münster
- Bernd Holznagel, Münster
- Hans D. Jarass, Münster
- Stefan Kadelbach, Frankfurt a. M.
- Thomas Lundmark, Münster
- Holger Niehaus, Düsseldorf
- Petra Pohlmann, Münster
- Harald Reiter, RiBGH
- Ingo Saenger, Münster
- Wilfried Schlüter, Münster
- Ulrich Jan Schröder, Münster
- Ulrich Stein, Münster
- Andreas Thier, Zürich
- Fabian Wittreck, Münster
- Hans-Michael Wolffgang, Münster